# CELSR3
Kadherin EGF LAG sedmoprolazni G-tip receptor 3 je protein koji je kod ljudi kodiran CELSR3 genom.
Ovaj protein je član flamingo familije, koja pripada kadherinskoj superfamiliji. Flamingo familija se sastoji od neklasičnog tipa kadherina. Ta grupa ne formira interakcije sa kateninima. Flamingo kadherini su locirani u ćelijskoj membrani i imaju devet kadherinskih domena, sedam epidermalnom faktoru rasta sličnih ponavljanja i dva laminin A G-tip ponavljanja u njihovom ektodomenu. Oni takođe imaju sedam transmembranskih domena, koji su karakteristični za ovu potfamiliju. Smatra se da su ovi proteini receptori koji učestvuju u kontaktom posredovanoj komunikaciji. Kadherinski domeni deluju kao homofilni vezujući regioni i EGF-slični domeni koji učestvuju u ćelijskoj adheziji i receptor-ligand interakcijama. CELSR1 ima nepoznatu ulogu.

## Literatura
- Bonaldo MF, Lennon G, Soares MB (1997). „Normalization and subtraction: two approaches to facilitate gene discovery”. Genome Res. 6 (9): 791—806. PMID 8889548. doi:10.1101/gr.6.9.791.
- Wu Q, Maniatis T (1999). „A striking organization of a large family of human neural cadherin-like cell adhesion genes”. Cell. 97 (6): 779—90. PMID 10380929. doi:10.1016/S0092-8674(00)80789-8.
- Wu Q, Maniatis T (2000). „Large exons encoding multiple ectodomains are a characteristic feature of protocadherin genes”. Proc. Natl. Acad. Sci. U.S.A. 97 (7): 3124—9. PMC 16203 . PMID 10716726. doi:10.1073/pnas.060027397.
- Formstone CJ, Barclay J, Rees M, Little PF (2000). „Chromosomal localization of Celsr2 and Celsr3 in the mouse; Celsr3 is a candidate for the tippy (tip) lethal mutant on chromosome 9”. Mamm. Genome. 11 (5): 392—4. PMID 10790539. doi:10.1007/s003350010073.
- Nakayama M, Kikuno R, Ohara O (2003). „Protein–Protein Interactions Between Large Proteins: Two-Hybrid Screening Using a Functionally Classified Library Composed of Long cDNAs”. Genome Res. 12 (11): 1773—84. PMC 187542 . PMID 12421765. doi:10.1101/gr.406902.
- Strausberg, R. L.; Feingold, E. A.; Grouse, L. H.;  . (2003). „Generation and initial analysis of more than 15,000 full-length human and mouse cDNA sequences”. Proc. Natl. Acad. Sci. U.S.A. 99 (26): 16899—903. PMC 139241 . PMID 12477932. doi:10.1073/pnas.242603899.
- Bjarnadóttir, T. K.; Fredriksson, R.; Höglund, P. J.;  . (2005). „The human and mouse repertoire of the adhesion family of G-protein-coupled receptors”. Genomics. 84 (1): 23—33. PMID 15203201. doi:10.1016/j.ygeno.2003.12.004.